# دافيد هوبيرت
دافيد هوبيرت (12 فبراير 1988 في بلجيكا - ) هو لاعب كرة قدم بلجيكي في مركز الدفاع. شارك مع منتخب بلجيكا تحت 20 سنة لكرة القدم ومنتخب بلجيكا تحت 21 سنة لكرة القدم ومنتخب بلجيكا لكرة القدم. أما مع النوادي، فقد لعب مع فاسلاند بيفيرين وموسكرون بيروفيلز ونادي جينك ونادي غينت ونادي هبوعيل بئر السبع.

## وصلات خارجية
- دافيد هوبيرت على موقع الاتحاد البلجيكي (الإنجليزية)
- دافيد هوبيرت على موقع قاعدة بيانات كرة القدم.إي يو (الإنجليزية)
- دافيد هوبيرت على موقع ناشيونال فوتبول تيمز (الإنجليزية)
- دافيد هوبيرت على موقع Soccerway.com (الإنجليزية)
- دافيد هوبيرت على موقع عالم كرة القدم.نت (الإنجليزية)
- دافيد هوبيرت على موقع AS.com (الإسبانية)